# Мост Янло
Янло(кит. трад. 武汉阳逻长江大桥) — висячий мост через реку Янцзы в городе Ухань, Китай.
Мост был спроектирован компанией China Communications Construction и построен при сотрудничестве с английской компанией Dorman Long. Общая длина моста 1970 метров, основной пролёт длиной 1280 метров. Мост входит в десятку самых длинных висячих мостов.